# Bassjackers
Bassjackers — нидерландский музыкальный дуэт в стиле электронной музыки, состоящий из Марлон Флора и Ральф ван Хилста. В 2017 году заняли 35 место в списке лучших диджеев мира по версии журнала DJ Magazine.

## Музыкальная карьера
Марлон Флор и Ральф ван Хилст были друзьями в школе, где в 2007 году они создали музыкальный дуэт Bassjackers. 
В 2012 году дуэт начал выступать на фестивалях и начал гастролировать c туром по США. Их первым большим концертом является фестиваль Ultra Music Festival в Майами.
В 2013 году они совместно с диджеем и музыкальным продюсером Dyro выпустили трек под названием «Grid». В июле этого же года они выпустили совместный трек с R3hab, который получил название «Raise Those Hands».
10 февраля 2014 года они выпустили трек «Battle» в сотрудничестве с нидерландским диджеем и продюсером Jordy Dazz, он был выпущен на лейбле Doorn Records. 17 октября 2014 года Bassjackers опубликовали еще один сольный сингл под названием «Savior».
В 2015 году последовало сотрудничество с Thomas Newson. Трек получил название «Wave Your Hands». Сингл «Wave Your Hands» стал хитом номер один в Beatport в жанре бигрум.

## Дискография

### Чартовые синглы
| Название                                                                    | Год  | Пиковые позиции в чартах | Пиковые позиции в чартах | Пиковые позиции в чартах | Пиковые позиции в чартах | Пиковые позиции в чартах | Пиковые позиции в чартах | Пиковые позиции в чартах | Пиковые позиции в чартах | Пиковые позиции в чартах | Пиковые позиции в чартах | Альбом             |
| Название                                                                    | Год  | NLD                      | AUS                      | AUT                      | BEL                      | FRA                      | GER                      | IRL                      | SWE                      | SWI                      | UK                       | Альбом             |
| --------------------------------------------------------------------------- | ---- | ------------------------ | ------------------------ | ------------------------ | ------------------------ | ------------------------ | ------------------------ | ------------------------ | ------------------------ | ------------------------ | ------------------------ | ------------------ |
| "16" (с Jorn)                                                               | 2009 | 20[A]                    | —                        | —                        | 6[A]                     | —                        | —                        | —                        | —                        | —                        | —                        | Не альбомный сингл |
| "Rocker"                                                                    | 2010 | 15[A]                    | —                        | —                        | 7[A]                     | —                        | —                        | —                        | —                        | —                        | —                        | Не альбомный сингл |
| "Stronger" (featuring Bizzey)                                               | 2010 | 97                       | —                        | —                        | 11[A]                    | —                        | —                        | —                        | —                        | —                        | —                        | Не альбомный сингл |
| "Clifton"                                                                   | 2010 | —                        | —                        | —                        | 13[A]                    | —                        | —                        | —                        | —                        | —                        | —                        | Не альбомный сингл |
| "Crackin" (Martin Garrix Edit)                                              | 2014 | 72                       | —                        | —                        | 29[B]                    | —                        | —                        | —                        | —                        | —                        | —                        | Не альбомный сингл |
| "Savior"                                                                    | 2014 | —                        | —                        | —                        | 57[B]                    | —                        | —                        | —                        | —                        | —                        | —                        | Не альбомный сингл |
| "Wave Your Hands" (с Thomas Newson)                                         | 2015 | —                        | —                        | —                        | 62[B]                    | —                        | —                        | —                        | —                        | —                        | —                        | Не альбомный сингл |
| "Bring That Beat"                                                           | 2015 | —                        | —                        | —                        | 18[C]                    | —                        | —                        | —                        | —                        | —                        | —                        | Не альбомный сингл |
| «—» означает, что альбом не попал в чарт или не издавался в данном регионе. |      |                          |                          |                          |                          |                          |                          |                          |                          |                          |                          |                    |

#### Другие синглы
2010:
- Clifton
- Showrocker (с The Partysquad)
- Bang Like A (с Ralvero)

2011:
- Rambo (с Ralvero)
- Mush, Mush
- Brougham/Contour (с Apster)

2012:
- Bronx (с Yves V)
- Let’s Get Weird
- Ria (с Angger Dimas)
- Hey! (с Showtek)

2013:
- Grid (с Dyro)
- Duckface (с Kenneth G)
- Collision (с Ferry Corsten)
- Raise Those Hands (с R3hab)
- Flag (с Gregori Klosman)
- Zing
- Gamer (с GRX)

2014:
- Crackin (Martin Garrix Edit)
- Battle (с Jordy Dazz)
- Derp (с MAKJ)
- Rampage (с Kenneth G)
- Like That
- Savior
- X (с Dyro)

2015:
- Wave Your Hands (с Thomas Newson)
- What We Live For (с Afrojack)
- Alamo (с Brooks)
- Memories (с KSHMR при участии Sirah)
- Bring That Beat
- Sound Barrier (с Coone и GLDY LX)
- Rough (с REEZ)

2016:
- SPCMN (с Crossnaders)
- On The Floor Like (с Joe Ghost при участии MOTi)
- Marco Polo (с Breathe Carolina & REEZ)
- F*CK (Dimitri Vegas & Like Mike Edit)
- El Mariachi (с Jay Hardway)
- Dinosaur (с Jay Hardway)
- Fireflies (при участии Luciana)
- Destiny (при участии Mat B)
- Extreme (с KSHMR при участии Sidnie Tipton)
- Pillowfight (vs. Skytech & Fafaq)

2017:
- Can't Take It (с Breathe Carolina при участии CADE)
- All Aboard (Dimitri Vegas & Like Mike Edit) (vs. D'Angello & Francis)
- Joyride (с Brooks)
- These Heights (с Lucas & Steve при участии Caroline Pennell)[18]
- Wobble & Jiggle
- The Fever (vs. Breathe Carolina & Apek)
- Ready (с L3N)

2018:
- Last Fight (vs. Crossnaders)
- Are You Randy? (с Bali Bandits)
- The Riddle
- Switch (с Blasterjaxx[19]

Не выпущенные:
- Bimma (с Oliver Twizt)
- Stronger (с Bizzey)
- Kinda Kluzu (с Apster)
- Klambu (с Apster)
- Atlanta (с Quintino)
- Rocker/Gnocco
- Juicy Lucy

## Награды и номинации
| Год  | Награда | Номинант    | Категория   | Место |
| ---- | ------- | ----------- | ----------- | ----- |
| 2015 | DJ Mag  | Bassjackers | Top 100 DJs | 39    |
| 2016 | DJ Mag  | Bassjackers | Top 100 DJs | 34    |
| 2017 | DJ Mag  | Bassjackers | Top 100 DJs | 35    |
| 2018 | DJ Mag  | Bassjackers | Top 100 DJs | 30    |